# Schwere Panzerjäger-Abteilung 88
De schwere Panzerjäger-Abteilung 88 was tijdens de Tweede Wereldoorlog een Duitse Panzerjäger-eenheid van de Wehrmacht ter grootte van een afdeling, uitgerust met gemechaniseerd geschut. Deze eenheid was een zogenaamde Heerestruppe, d.w.z. niet direct toegewezen aan een divisie, maar ressorterend onder een hoger commando, zoals een legerkorps of leger. 
De Abteilung vocht gedurende zijn hele bestaan aan het oostfront.

## Panzerjäger-Abteilung 88
De Panzerjäger-Abteilung 88 werd opgericht op 29 oktober 1940 in Borna, in Wehrkreis IV. Als basis dienden de 14e compagnieën van de Infanterieregimenten 52 en 101. De Abteilung werd toegevoegd aan de nieuwe 18e Pantserdivisie.
In maart 1941 kreeg de Abteilung als 4e Compaqnie de Fla MG Kompanie (mot Z) 631 toegevoegd. De Abteilung werd met de 18e Pantserdivisie ingezet aan de centrale sector van het oostfront van juni 1941 tot september 1943. Op 29 september 1943 werd de 18e Pantserdivisie ontbonden en de Panzerjäger-Abteilung 88 werd gesepareerd en omgedoopt/omgevormd in schwere Panzerjäger-Abteilung 88.

## schwere Panzerjäger-Abteilung 88
De Abteilung werd in december 1943 verplaatst naar Oefenterrein Milau en daar uitgerust met 26 Nashorns. Een maand later volgden nog 19 stuks en daarna was de Abteilung klaar om naar het oostfront te vertrekken. In juni 1944 kreeg de Abteilung nog 10 nieuwe Nashorns, in augustus nog 20 en in september nog 10 stuks. In juli en augustus 1944 was de Abteilung, als onderdeel van het 1e Pantserleger, in actie tegen het Sovjet Lvov-Sandomierz Offensief, o.a. bij Bolechów, bij Lemberg en later in het gebied Radomyśl Wielki-Tarnów. In november 1944 werd de Abteilung toegevoegd aan het 17e Leger. Op 27 januari 1945 werd de Abteilung onder bevel geplaatst van de 20e Pantserdivisie in Opper-Silezië. In maart 1945 volgde nog een laatste toewijzing van vier Nashorns.

## Einde
Geen verdere informatie bekend.

## Commandanten
Geen verdere informatie bekend.
schwere Panzerjäger-Abteilung 88 · schwere Panzerjäger-Abteilung 93 · schwere Panzerjäger-Abteilung 512 · schwere Panzerjäger-Abteilung 519 · schwere Panzerjäger-Abteilung 525 · schwere Panzerjäger-Abteilung 559 · schwere Panzerjäger-Abteilung 560 · schwere Panzerjäger-Abteilung 583 · schwere Panzerjäger-Abteilung 586 · schwere Panzerjäger-Abteilung 653 · schwere Panzerjäger-Abteilung 654 · schwere Panzerjäger-Abteilung 655 · schwere Panzerjäger-Abteilung 673